# Voetbalkampioenschap van Zuid-Hannover-Braunschweig 1929/30
In 1929/30 werd het zevende voetbalkampioenschap van Zuid-Hannover-Braunschweig gespeeld, dat georganiseerd werd door de Noord-Duitse voetbalbond.
Na één jaar onderbreking werd er opnieuw een competitie gespeeld. Het voorgaande seizoen vond er een revolutie plaats in Noord-Duitsland omdat de grote clubs vonden dat de vele competities het niveau van de clubs niet ten goede kwam op nationaal vlak. Zij richtten een eigen competitie op met tien clubs. De voetbalbond gaf ten dele gehoor aan de rebellen, die voornamelijk uit de competitie van Groot-Hamburg kwamen, al werd hun doel niet helemaal bereikt. De elf bestaande competitie werden herleid naar zes competities. De twee reeksen van Zuid-Hannover-Braunschweig werden samengevoegd tot één reeks. Criteria was de ranking in het seizoen 1927/28, de vijf beste teams van elke groep kwalificeerden zich.
De top vier kwalificeerde zich voor de Noord-Duitse eindronde. VfB 04 Braunschweig werd door Hamburger SV uitgeschakeld. De andere drie clubs gingen naar de tweede ronde waar SpVgg 1897 ook nog uitgeschakeld werd. Arminia en Hannover 96 plaatsten zich voor de finalegroep, waarin ze tweede en derde werden. Door de tweede plaats mocht Arminia ook naar de eindronde om de Duitse landstitel, waarin de club in de eerste ronde verloor van Schalke 04.

## Oberliga
| Plaats | Club                         | Wed. | W  | G | V  | Saldo | Ptn   |
| ------ | ---------------------------- | ---- | -- | - | -- | ----- | ----- |
| 1.     | Hannoverscher SV 96          | 18   | 15 | 3 | 0  | 75:31 | 33:3  |
| 2.     | SV Arminia Hannover          | 18   | 13 | 2 | 3  | 61:24 | 28:8  |
| 3.     | Hannoversche SpVgg 1897      | 18   | 9  | 4 | 5  | 55:44 | 22:14 |
| 4.     | VfB 04 Braunschweig          | 18   | 8  | 5 | 5  | 46:39 | 21:15 |
| 5.     | SV Eintracht Braunschweig    | 18   | 9  | 2 | 7  | 55:36 | 20:16 |
| 6.     | BV Werder 1910 Hannover      | 18   | 8  | 1 | 9  | 49:58 | 17:19 |
| 7.     | SC Leu 1906 Braunschweig     | 18   | 7  | 1 | 10 | 37:54 | 15:21 |
| 8.     | VfB 1904 Peine               | 18   | 5  | 3 | 10 | 38:35 | 13:23 |
| 9.     | FC Konkordia 1910 Hildesheim | 18   | 2  | 4 | 12 | 31:68 | 8:28  |
| 10.    | Goslarer SC 08               | 18   | 0  | 3 | 15 | 25:83 | 3:33  |

|  | Kampioen, geplaatst voor Noord-Duitse eindronde |
|  | Geplaatst voor Noord-Duitse eindronde           |
|  | Degradatie                                      |